# جيلي ستون
جيلي ستون (بالإنجليزية: !jellystone) هو مسلسل رسوم متحركة أمريكي يبث عبر على كرتون نتورك من تأليف كارل غرينبلات لي كرتون نتورك ، البرنامج من إنتاج وارنر براذرز أنيميشن، والميزات من الشخصيات المختلفة من قبل كرتون نتورك .

## شخصيات
- يوغي بير
- بوبو بير
- سيندي بير
- الحارس سميث
- هكلبيري هاوند
- سناغلبوس
- السيد جينكس
- كويك دراو مكغراو
- دوغي دادي
- أوغي دوغي
- شاغ روغ
- ياكي دودل
- جابرجاو
- توب كات
- بيني ذا بول
- فانسي فانسي
- تشو تشو
- سبوكي
- براين
- بيكسي وديكسي
- بيتر بوتاموس
- سكويدلي ديدلي
- ماغيلا غوريلا
- لوبي دي لوب
- الذئب ميلدو
- جوني كويست
- بوبي لوي
- هوكي وولف
- دينغ ا لينغ
- باو روغ
- ماو روغ
- فلورال روغ
- راف
- ريدي
- لامبسي دايفي
- تشوبر
- سنوبر
- بلابر
- غرايب اب

والعديد من شخصيات هانا-باربيرا للإنتاج

## البث العربي
في العالم العربي تمت دبلجة المسلسل للغة العربية من قبل أستديو مصرية ميديا وتم عرضه على قناة كرتون نتورك بالعربية، ولا زال يعرض إلى يومنا هذا.